# Gottignies
Gottignies is een dorp in de Belgische provincie Henegouwen, en een deelgemeente van de Waalse gemeente Le Rœulx. Op 1 januari 1965 werd de tot dan toe zelfstandige gemeente deel van Ville-sur-Haine dat op zijn beurt op 1 januari 1977 een deelgemeente werd van Le Rœulx.

## Bezienswaardigheden
- De Sint-Ledegariuskerk (Église Saint-Léger) is een classicistisch kerkgebouw van 1719. De kerk heeft enkele 16e-eeuwse grafstenen en een 15e-eeuws doopvont.
- De Sint-Jozefkapel (Chapelle Saint-Joseph) is van 1702 en in renaissancestijl.

## Natuur en landschap
Gottignies ligt aan de Wanze. De hoogte aan de kerk bedraagt 92 meter.

## Demografische ontwikkeling
- Bronnen:NIS, Opm:1831 tot en met 1970=volkstellingen

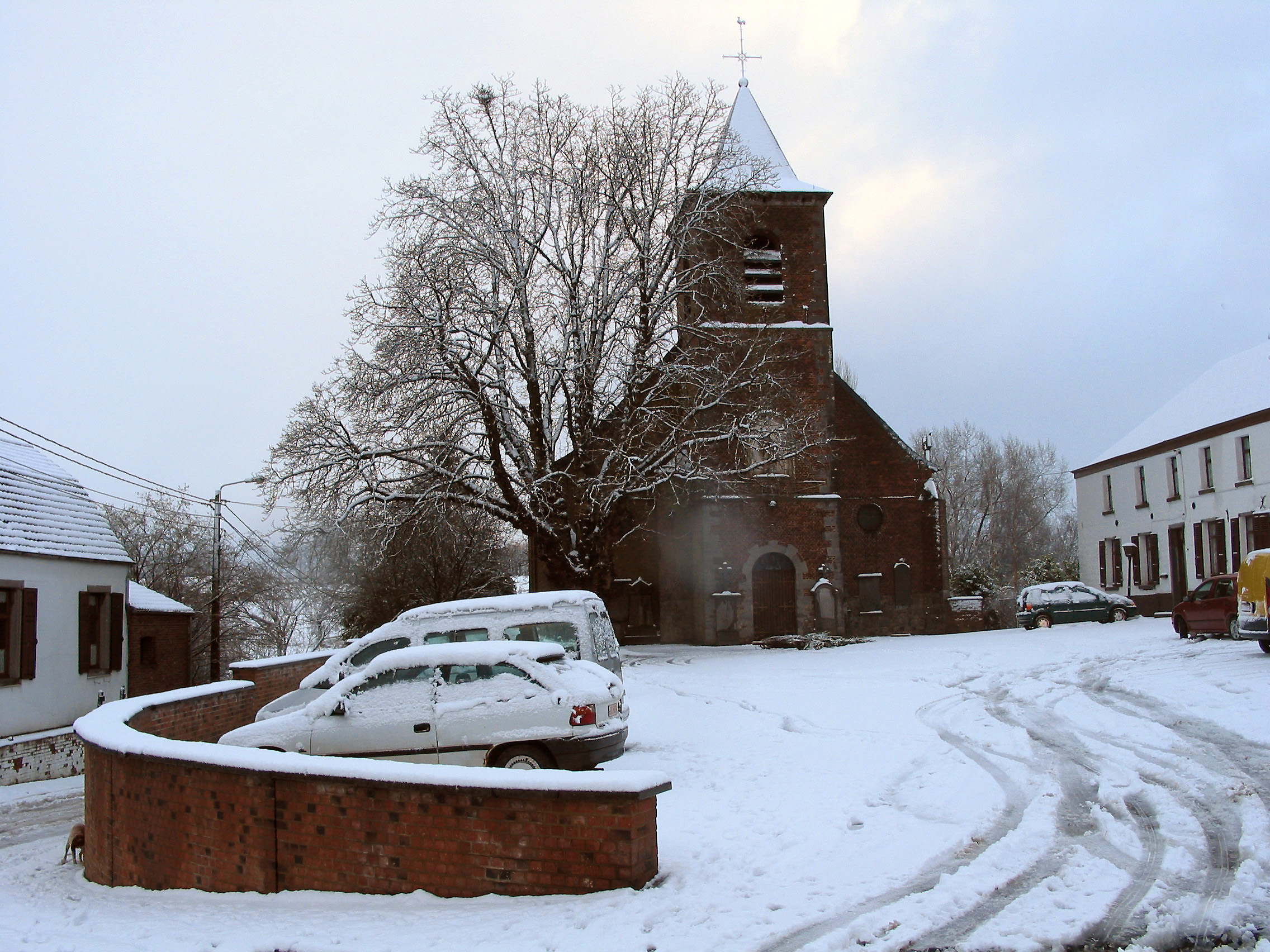
De Sint-Leodegariuskerk in Gottignies

## Nabijgelegen kernen
Saint-Denis, Thieusies, Ville-sur-Haine, Ghislage, Le Roeulx